# Eleições presidenciais no Cazaquistão em 1990
As eleições presidenciais cazaques de 1990 foram realizadas em 24 de abril para eleger o presidente para um mandato de seis anos. O presidente do Conselho Supremo, Nursultan Nazarbayev, foi escolhido para ser o presidente por 317 dos 360 membros.

## Contexto
Em 24 de abril de 1990, o Conselho Supremo aprovou a lei "Sobre a criação do cargo de Presidente da RSS Cazaque e alterações e acréscimos à Constituição da RSS Cazaque". A discussão sobre a criação do posto ocorreu. Alguns membros do conselho acreditavam que a instituição da Presidência afastaria a república do centro sindical, criaria um arcabouço legal para a completa independência do Cazaquistão, e poderia se tornar a base para o autoritarismo. Outros, pelo contrário, apoiaram por unanimidade a necessidade de introduzir o cargo de Presidente na República, apresentando uma variedade de argumentos políticos e legais.
317 membros do Conselho de Supremo elegeram seu presidente Nursultan Nazarbayev para presidente, enquanto 18 votaram contra. Nazarbayev de 1984 serviu como primeiro-ministro da RSS Cazaque. Em 22 de junho de 1989, tornou-se o Primeiro Secretário do Partido Comunista do Cazaquistão e, em seguida, a partir de 22 de fevereiro de 1990, ele foi escolhido para presidente do Conselho Supremo.

## Resultados
| Candidato                            | Partido                              | Votos | %      |
| ------------------------------------ | ------------------------------------ | ----- | ------ |
| Nursultan Nazarbayev                 | Partido Comunista do Cazaquistão     | 317   | 94.63  |
| Contra                               | Contra                               | 18    | 5.37   |
| Total                                | Total                                | 335   | 100.00 |
|                                      |                                      |       |        |
| Eleitores registrados/comparecimento | Eleitores registrados/comparecimento | 360   | 93.05  |
| Fonte:                               |                                      |       |        |